# 浜崎満重
浜崎 満重（はまさき みつしげ、1948年10月25日 - ）は、日本の野球指導者。社会人野球新日鉄堺や西日本短大付高、延岡学園高野球部元監督。

## 来歴
福岡県北九州市生まれ。1967年に福岡県八幡工高を卒業後、新日鉄堺へ。遊撃手として活躍し、都市対抗野球大会に3度、日本選手権に1度出場。助監督を経て1979年に監督就任すると、都市対抗は1982年から4年連続、日本選手権は1980年から5年連続出場。助監督時代には大阪府立成城工業高等学校（現・大阪府立成城高等学校）時代の野茂英雄をスカウトし指導した。1987年に福岡県の西日本短期大学附属高等学校の監督となり、1992年夏の甲子園で初優勝に導く。福岡勢での甲子園優勝は1965年夏に初出場で初優勝した三池工業高校以来となる。西日本短大付監督時代の1期生に新庄剛志が在籍。2004年から宮崎県の延岡学園高を率いて2006年の春･夏共に甲子園に出場。延岡学園での指揮を最後に2008年限りで監督業を引退した。

## エピソード
- 社会人野球時代は当時、まだ新しかったテーピングやアイシング、ストレッチなどを導入。福岡移転前のプロ野球南海ホークス2軍グラウンドで自主トレを見学し、練習方法を参考にしたこともあり、「そうしたやり方は高校野球でもほとんど通じた」と話す。データを取って分析するいわゆる「ID野球」も取り入れた[1]。
- 西日本短大付の監督就任は38歳の時。第一声は「僕は（全国）優勝するために来た。甲子園で優勝するチームを大阪で見てきた。でも甲子園に出場したことはないので分からん。手探りや」と述べた[4]。
- 試合中の取り決めを細かく定めた。例えばバントのサインでも守備位置次第でバスターに切り替えるなど徹底的に選手にたたき込むのも特長の一つだった。「守備の取り決めは30くらい。攻撃は40～50はあった」[1]。
- 新庄剛志には投手や遊撃手もやらせたが、3年時には中堅の守備は一流の域に達しており、プロでも通用するとプロ入りを勧めたのは後にも先にも高校監督時は新庄だけである[2]。
- 延岡学園高の監督就任時には「みんな何を目指してる？」と問い、部員たちが「甲子園を目指してます」と答えると「そんなやつらは一生出られない。甲子園で優勝しますと言わないと、甲子園には出られない」と返した[5]。
- 延岡学園高では背番号を決める時、1年生から3年生まで全員に20票を与えて、誰がメンバーに入ってほしいかを投票で決め、エースでも投票数が低かったら背番号がもらえない手法を取り入れた[6]。これは西日本短大付高時代の教え子であり後任監督の西村慎太郎が2002年の監督就任時に取り入れた方法である[7]。

## 教え子
- 尾花高夫
- 馬場敏史
- 野茂英雄
- 新庄剛志
- 荒木慶大
- 中村壽博
- 小島大作